# Iksohyfida
Iksohyfidy (łac. ixohyphidia) – rodzaj strzępek występujących u grzybów z rodzaju Flammulina (płomiennica). Są jednym z rodzajów hyfid.
Iksohyfidy to cienkościenne, końcowe elementy strzępek występujących w skórce kapeluszy grzybów Flammulina. Są cztery ich rodzaje:
- długie, smukłe, nitkowate bez wyraźnie nabrzmiałej części;
- koralkowate bez wyraźnej centralnej gałęzi;
- nabrzmiałe na środku lub w części końcowej;
- nabrzmiałe w części początkowej, z jedną wyraźną gałęzią centralną i krótszymi gałęziami bocznymi[2].

Morfologia iksohyfid ma kluczowe znaczenie przy oznaczaniu gatunków rodzaju Flammulina. Dopiero kombinacja cech ich budowy i wymiarów zarodników umożliwia poprawną identyfikację gatunków tych grzybów.